# Tatuus F4-T014
Chronologie des modèles
Aucun Aucun
La Tatuus F4-T014 est une voiture de course de formule junior lancée en 2014 par le constructeur italien Tatuus. Le châssis de base est également utilisé dans les modèles Tatuus MSV F4-016, Tatuus USF-17 et Tatuus PM-18.

## F4-T014 et MSV F4-016
La Tatuus F4-T014 a été la première voiture de course homologuée conformément aux règlements de la FIA pour la Formule 4. La voiture a été utilisée pour la première fois lors du championnat d'Italie de Formule 4 en 2014, remporté par Lance Stroll. À partir de 2015, le châssis est également utilisé dans l'ADAC Formula 4 et le championnat SMP F4,. Le constructeur italien a également fait face à la concurrence de Mygale et Dome, qui sont entrés sur le marché de la Formule 4 FIA dans des championnats distincts. En 2016, Tatuus a poursuivi son expansion en fournissant son châssis éprouvé aux championnats d'Espagne de Formule 4 et des Émirats arabes unis. Tous les châssis Tatuus en Formule 4 sont équipés du moteur Abarth 1,4L quatre cylindres en ligne.
Le BRDC Formula 4 Championship (à ne pas confondre avec le championnat de Grande-Bretagne de Formule 4 ), a été lancé par MotorSport Vision avec le châssis RFR MSV F4-013. Tatuus a adapté le châssis Tatuus F4-014 pour l'équiper d'un moteur Cosworth-Duratec plus puissant. Cette voiture a été utilisée pour la première fois lors du BRDC Formula 4 Autumn Trophy 2015, remporté par Ben Barnicoat. Le moteur offre 70 chevaux de plus que la version standard de la Formule 4, rendant la voiture plus rapide d'environ 10 secondes par tour sur la plupart des circuits,. En plus d'un moteur plus puissant, la version MSV dispose également de davantage d'éléments aérodynamiques réglables.

## Road to Indy
En octobre 2015, Tatuus a été désigné comme le fournisseur exclusif de châssis pour l'USF2000. Le modèle Tatuus USF-17 a remplacé le Van Diemen DP08, un châssis tubulaire utilisé depuis 2008. Pour mieux gérer les risques liés aux courses sur circuits ovales, la voiture a été équipée de panneaux en zylon contre les intrusions latérales. Elle est propulsée par un moteur Mazda de 2,0 litres. Le châssis de l'USF2000 sert également de base pour celui de la Pro Mazda. La voiture Pro Mazda est équipée du moteur le plus puissant parmi les voitures basées sur la F4, un moteur Mazda MZR-PM18A de 2,0 litres. Ce moteur, développé par Elite Engines, délivre une puissance de 275 chevaux. Le pilote officiel de Mazda, Joel Miller, a été choisi pour effectuer des essais au volant des modèles USF-17 et PM-18,. L'ensemble de la voiture, avec les modifications, peut être utilisé dans les trois niveaux sanctionnés par l'USAC de la Road to Indy, allant de USF Juniors (JR-23), à USF2000 (USF-22), jusqu'à Pro 2000 (PRO-22).

## Evolution de la voiture
|                    | Tatuus F4-T014 | Tatuus MSV F4-016                                                                 | Tatuus USF-17                              | Tatuus PM-18                               |
| ------------------ | --- | --------------------------------------------------------------------------------- | ------------------------------------------ | ------------------------------------------ |
| Saison             | 2014 | 2016                                                                              | 2017                                       | 2018                                       |
| Image              | |                                                                                   |                                            |                                            |
| Championnats       | Championnat d'Italie de Formule 4 Championnat d'Allemagne de Formule 4 Championnat d'Europe du Nord de Formule 4 Championnat d'Espagne de Formule 4 Championnat des Emirats arabes unis de Formule 4 | Championnat du Royaume-Uni de Formule 3                                           | USF2000                                    | Pro Mazda                                  |
| Chassis            | Homologué par la FIA pour la Formule 4 Monocoque en composite de fibre de carbone | Homologué par la FIA pour la Formule 4 Monocoque en composite de fibre de carbone | Monocoque en composite de fibre de carbone | Monocoque en composite de fibre de carbone |
| Bodywork           | Fibre de verre | Fibre de verre                                                                    | Fibre de carbone                           | Fibre de carbone                           |
| Moteur             | Abarth 1.4L FTJ I4 (160hp) | Cosworth-Duratec 2.0L I4 (230hp)                                                  | Mazda 2.0L MZR (175hp)                     | Mazda 2.0L MZR-PM18A (275hp)               |
| Transmission       | Sequential Sadev six-speed gearbox | Sequential Sadev six-speed gearbox                                                | Sequential Sadev SL75 six-speed gearbox    | Sequential Sadev SL75 six-speed gearbox    |
| ECU                | Magneti Marelli | Magneti Marelli                                                                   | Cosworth SQ6                               | Cosworth SQ6                               |
| Suspension avant   | Double triangulation avec tiges de poussée | Double triangulation avec tiges de poussée                                        | Double triangulation avec tiges de poussée | Double triangulation avec tiges de poussée |
| Suspension arrière | Double triangulation avec tiges de poussée | Double triangulation avec tiges de poussée                                        | Double triangulation avec tiges de poussée | Double triangulation avec tiges de poussée |
| Empatement         | 2750mm | 2750mm                                                                            | 2750mm                                     | 2750mm                                     |
| Train avant        | 1510mm | 1510mm                                                                            | 1560mm                                     | 1560mm                                     |
| Train arrière      | 1460mm | 1460mm                                                                            | 1510mm                                     | 1510mm                                     |

## Utilisation
| Saison    | Championnt                                       |
| --------- | ------------------------------------------------ |
| 2014-2021 | Championnat d'Italie de Formule 4                |
| 2015-2022 | Championnat d'Allemagne de Formule 4             |
| 2015-2019 | Championnat d'Europe du Nord de Formule 4        |
| 2016-2021 | Championnat d'Espagne de Formule 4               |
| 2016-2021 | Championnat des Emirats arabes unis de Formule 4 |
| 2016-2021 | Championnat du Royaume-Uni de Formule 3          |
| 2017-2025 | USF2000 Championship                             |
| 2018-2021 | Indy Pro 2000 Championship                       |
| 2022-2024 | Championnat du Royaume-Uni de Formule 4          |